# Opistognathus lonchurus
Opistognathus lonchurus är en fiskart som beskrevs av Jordan och Gilbert 1882. Opistognathus lonchurus ingår i släktet Opistognathus och familjen Opistognathidae. Inga underarter finns listade i Catalogue of Life.